# 크리스토퍼 K. 거머
크리스토퍼 K. 거머(영어: Christopher K. Germer)는 미국 하버드 의과대학 심리학 임상지도자이다. 크리스틴 네프와 함께 자기연민 프로그램(Mindful Self-Compassion)을 개발하였다.

## 자기연민 프로그램(Mindful Self-Compassion, MSC)
MSC 프로그램은 하버드 의과대학의 임상 지도자 크리스토퍼 K. 거머와 텍사스대 심리학자 크리스틴 네프가 공동으로 개발한 프로그램으로서 자기연민심과 알아차림훈련을 통합한 명상치유 프로그램이다. 이 프로그램은 자기 자신에 대한 친절, 공통된 인간성에 대한 감각, 알아차림의 세 가지 요소를 바탕으로 한 자기연민심 함양을 주요 목적으로 한다.
8주 프로그램은 1.자기연민 발견, 2.마음챙김 훈련, 3. 자애명상 훈련, 4. 연민의 목소리 발견, 5. 깊이있는 삶, 6. 힘겨운 감정 다스리기, 7. 힘겨운 관계 전환, 8. 삶을 껴앉기로 구성된다.

## 저서 목록
- 《마음챙김과 심리치료》 ISBN 9788963306636
- 《나를 위한 기도, 셀프컴패션》 ISBN 9788988404898
- 《심리치료에서 지혜와 자비의 역할》 ISBN 9788999704925